# Ошкош (тауншип, Миннесота)
Ошкош (англ. Oshkosh) — тауншип в округе Йеллоу-Медисин (штат Миннесота).
На 2000 год население тауншипа составило 249 человек. По данным Бюро переписи населения США площадь тауншипа составляет 94,0 км², из которых 94,0 км² занимает суша, водоёмов нет.

## Демография
По данным переписи населения 2000 года здесь находились 249 человек, 83 домохозяйства и 66 семей. Плотность населения — 2,6 чел./км². На территории тауншипа расположено 88 построек со средней плотностью 0,9 построек на один квадратный километр. Расовый состав населения: 96,39 % белых, 0,40 % афроамериканцев, 0,80 % азиатов, 1,20 % — других рас США и 1,20 % приходится на две или более других рас. Испанцы или латиноамериканцы любой расы составляли 1,20 % от популяции тауншипа.
Из 83 домохозяйств в 42,2 % воспитывались дети до 18 лет, в 75,9 % проживали супружеские пары, в 3,6 % проживали незамужние женщины и в 19,3 % домохозяйств проживали несемейные люди. 14,5 % домохозяйств состояли из одного человека, при том 6,0 % из — одиноких пожилых людей старше 65 лет. Средний размер домохозяйства — 3,00, а семьи — 3,31 человека.
33,7 % населения — младше 18 лет, 8,4 % — в возрасте от 18 до 24 лет, 26,1 % — от 25 до 44, 20,9 % — от 45 до 64, и 10,8 % — старше 65 лет. Средний возраст — 33 года. На каждые 100 женщин приходилось 126,4 мужчин. На каждые 100 женщин старше 18 приходилось 111,5 мужчин.
Средний годовой доход домохозяйства составлял 43 750 долларов, а средний годовой доход семьи — 46 667 долларов. Средний доход мужчин — 27 083 доллара, в то время как у женщин — 20 556. Доход на душу населения составил 14 263 доллара. За чертой бедности находились 6,8 % семей и 10,4 % всего населения тауншипа, из которых 16,9 % младше 18 лет.